# نیکروم

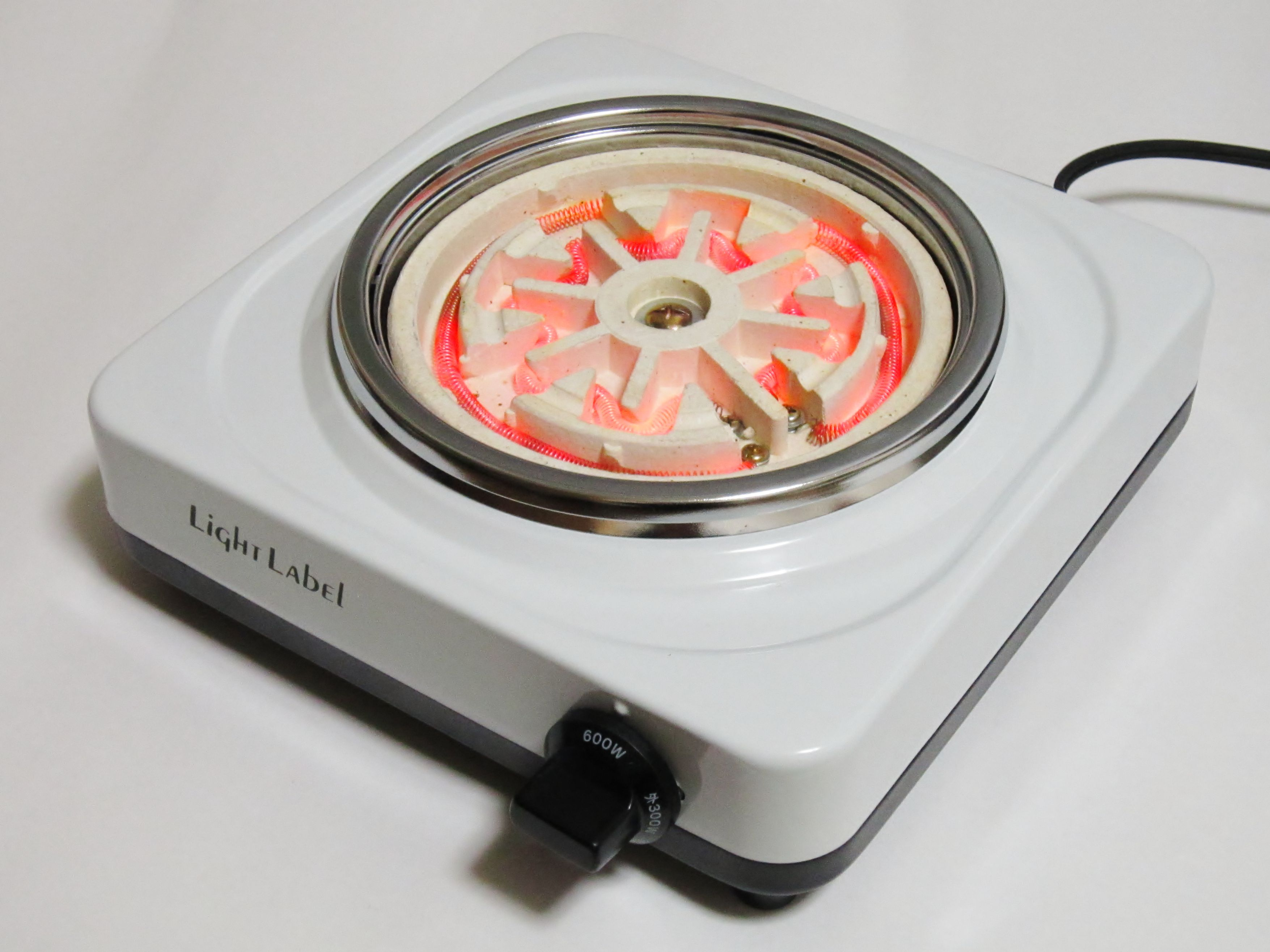
سیم این اجاق برقی از نیکروم ساخته شده‌است

نیکروم (NiCr، نیکل کروم، کروم نیکل و غیره) هر یک از آلیاژهای مختلف نیکل، کروم و گاهی حاوی آهن است بیشترین کاربرد آن به عنوان سیم حرارتی و المنت گرمایشی است

## تاریخچه
نیکروم در سال ۱۹۰۶ توسط آلبرت مارش ثبت شد. این آلیاژ معمولاً شامل ۸۰٪ نیکل و ۲۰٪ کروم از لحاظ جرمی است، اما برای کاربردهای گوناگون ترکیب فلزات دیگری نیز در این آلیاژ استفاده می‌شود. نیکروم رنگ خاکستری متمایل به نقره‌ای دارد در برابر خوردگی مقاوم است و نقطه ذوبی بیش از ۱٬۴۰۰ درجه سلسیوس (۲٬۵۵۰ درجه فارنهایت) دارد. نیکروم به دلیل هزینه ساخت مناسب، مقاومت، شکل‌پذیری، مقاومت در برابر اکسیداسیون، پایداری در دمای بالا و مقاومت در برابر جریان الکترون، به‌طور گسترده‌ای در عناصر گرمایش الکتریکی در مواردی مانند سشوار و لوازم گرمایشی استفاده می‌شود. به‌طور معمول، نیکروم بر اساس محاسبه مقاومت الکتریکی طبق اصولی خاص، سیم پیچی می‌شود و وقتی جریان از آن عبور می‌کند، حرارت ژول گرما تولید می‌کند.

## کاربردها
تقریباً تمامی فلزات رسانا گرما تولید می‌کنند، اما بیشتر فلزات برق را با بازده زیادی هدایت می‌کنند و هادی مناسب الکتریسیته هستند و جهت تولید حرارت بالا نیاز دارند که به سیمهای بسیار نازک و ظریف تبدیل شوند تا مقاومت کافی برای تولید گرما ایجاد کنند. بیشتر فلزات وقتی در هوا گرم می‌شوند به سرعت اکسید می‌شوند و گسسته می‌شوند اما سیم نیکروم به دلیل تولید لایه‌ای از اکسید کروم در سطوح خارجی، که از منظر ترموالکتریکی ماده‌ای پایدار است در هوا گسسته نمی‌شود، ین لایه اکسید کروم نسبت به اکسیژن نفوذ ناپذیر است و عنصر گرم‌کننده را از اکسیداسیون بیشتر محافظت می‌کند.
نیکروم در صنایع منفجره و آتش بازی به عنوان سیم پل در سیستم‌های احتراق الکتریکی مانند کبریت‌های الکتریکی و موشک‌های مدل استفاده می‌شود.
به عنوان جزئی از صدا خفه کن موتور سیکلت، به عنوان عنصر گرم‌کننده اکسترودرهای تزریق پلاستیک و ساختار برخی سلول‌های خورشیدی از این آلیاژ استفاده می‌شود

## ویژگی‌ها
آلیاژهای نیکروم به دلیل مقاومت مکانیکی بالا و مقاومت در برابر خزش زیاد شناخته شده‌اند. خصوصیات نیکروم بسته به آلیاژ آن متفاوت است.. هرگونه تغییر به دلیل درصدهای مختلف نیکل یا کروم است.
| اموال مادی                   | مقدار             | واحد                  |
| ---------------------------- | ----------------- | --------------------- |
| مدول الاستیسیته              | 2.2 × 1011        | پا                    |
| تراکم                        | 8400              | کیلوگرم · متر 3       |
| نقطه ذوب                     | 1400              | درجه سانتیگراد        |
| مقاومت الکتریکی در دمای اتاق | (1.0-1.5) × 10 -6 | Ω · متر               |
| گرمای خاص                    | 450               | J · کیلوگرم −1 · K −1 |
| هدایت حرارتی                 | 11.3              | W · m −1 · K −1       |
| انبساط حرارتی                | 14 × 10 −6        | K −1                  |
| دما و فشار استاندارد محیط    |                   |                       |

### جدول ۲: جریان (A) در مقابل مشخصات دما، سیم مستقیم
نمایش جریان تقریبی (در آمپر) لازم برای تولید دمای مشخص. استفاده از سیمهای مستقیم که به صورت افقی در هوای آزاد کشیده شده‌اند. مقادیر قطرها از ۰٫۰۴۰ "تا ۰٫۰۱۰" بر اساس کولی کردن قطر قوس ۰٫۱۲ "و کشیده شده تا دو برابر طول زخم نزدیک است.

## مقاومت تخت و نوار و میز وزن نیکروم
- سطح مقطع مؤثر = عرض × ضخامت ۹۸ ۰٫۹۸

## ویژگی‌های فرعی
| سنجه سیم آمریکایی | قطر (اینچ / میلی‌متر) | قطر (اینچ / میلی‌متر) | ۴۰۰ درجه فارنهایت (۲۰۴ درجه سانتیگراد) | ۱۰۰۰ درجه فارنهایت (۵۳۷) درجه سانتیگراد) | ۲۰۰۰ درجه فارنهایت (۱۰۹۳) درجه سانتیگراد) |
| ----------------- | -------------------- | -------------------- | -------------------------------------- | ---------------------------------------- | ----------------------------------------- |
| ۸                 | ۰٫۱۲۸                | ۳٫۲۵۱                | ۲۲٫۴                                   | ۵۲                                       | ۱۲۸                                       |
| ۱۰                | ۰٫۱۰۲                | ۲٫۵۹۱                | ۱۶٫۲                                   | ۳۷٫۵                                     | ۹۲                                        |
| ۱۲                | ۰٫۰۸۱                | ۲٫۰۵۷                | ۱۱٫۶                                   | ۲۶٫۵                                     | ۶۵                                        |
| ۲۲                | ۰٫۰۲۵۳               | ۰٫۶۴۳                | ۲٫۹                                    | ۵٫۶                                      | ۱۲٫۵                                      |
| ۳۲                | ۰٫۰۰۸۰               | ۰٫۲۰۳۲               | ۰٫۶۸                                   | ۱٫۳۶                                     | ۷۶/۲                                      |
| ۴۰                | ۰٫۰۰۳۱               | ۰٫۰۷۸۷               | ۰٫۲۴                                   | ۰٫۴۳                                     | ۰٫۷۹                                      |

| AWG سنجه سیم آمریکایی | قطر {{سخ}} (اینچ / میلی‌متر) | قطر {{سخ}} (اینچ / میلی‌متر) | NiCrA   | NiCrC   |
| --------------------- | --------------------------- | --------------------------- | ------- | ------- |
| ۱۰                    | ۰٫۱۰۲                       | ۲٫۵۹۱                       | ۰٫۰۶۲۴۸ | ۰٫۰۶۴۸۸ |
| ۱۲                    | ۰٫۰۸۱                       | ۲٫۰۵۷                       | ۰٫۰۹۹۰۷ | ۰٫۱۰۲۹  |
| ۲۲                    | ۰٫۰۲۵۳                      | ۰٫۶۴۳                       | ۱٫۰۱۵   | ۱٫۰۵۵   |
| ۳۲                    | ۰٫۰۰۸۰                      | ۰٫۲۰۳۲                      | ۱۰٫۱۶   | ۱۰٫۵۵   |
| ۴۰                    | ۰٫۰۰۳۱                      | ۰٫۰۷۸۷                      | ۶۷٫۶۴   | ۷۰٫۲۴   |

| درجه فارنهایت | درجه سانتیگراد | NiCrA | NiCrC |
| ------------- | -------------- | ----- | ----- |
| ۶۸            | ۲۰             | ۰     | ۰     |
| ۶۰۰           | ۳۱۵            | ۳٫۳٪  | ۵٫۲٪  |
| ۱۰۰۰          | ۵۳۸            | ۶٫۳٪  | ۸٫۶٪  |
| ۲۰۰۰          | ۱۰۹۳           | ۶٫۰٪  | ۱۰٫۵٪ |

NiCrA
ترکیب شیمیایی: 80% Ni، 20% Cr
تقریباً نقطه ذوب: ۱۴۰۰ درجه سانتیگراد
NiCrC
ترکیب شیمیایی: 61% Ni، 15% Cr، 24% Fe
تقریباً نقطه ذوب: ۱۳۵۰ درجه سانتیگراد